# 金湯設治局
金湯設治局，是四川省原設立的一個設治局，西康省成立後，該局劃歸西康省。

## 沿革[1]
- 金湯原為上魚通，屬木坪土司，後木坪土司分支駐下魚通，就歸魚通領。金湯河(古稱魚通河)以東，仍為木坪土司所轄。
- 民國17年(1928年)木坪土司絕嗣，欲以明正土司後裔甲聯芳承襲，因變故形成騷亂，建昌道黃昌熙出兵平息。
- 民國19年(1930年)，黃向四川省政府報告，請將上下魚通(上魚通即金湯、下魚通即魚通)置金城縣。
- 民國21年(1932年)，正式成立金湯設治局，局所驻金湯壩（今四川康定县驻地炉城镇东北金汤），屬雅安管轄(下魚通未包括在內)。
- 民國24年(1935年)，金湯設治局隸雅安行政督察專員公署。
- 民國27年(1938年)9月，西康建省委員會正式接受雅安、西昌共14縣及金湯、寧東兩設治局。金湯也隨之併入西康，仍歸雅安管轄。

1950年9月28日，康定軍事管制委員會政民字第125號令，金湯設治局全境劃歸康定縣管轄，康定縣人民政府於1951年4月25日接管。

### 金湯縣蘇維埃
民國24年，紅軍南下佔領金湯，設置金湯蘇維埃政府，轄孔玉大渡河東角壩、莫玉、金湯全境、下魚通、嵐安(今瀘定嵐安鄉)，蘇維埃下設鄉、村或聯村蘇維埃。紅軍撤離後，恢復原建置。

## 區劃
金湯設治局下設1鄉公所4保、37甲。